# 南回帰線 (曲)
「南回帰線」（みなみかいきせん）は、1980年4月25日に発売された、滝ともはる&堀内孝雄のデュエット曲である。発売元はポリスターで、堀内自身東芝EMIから初めて移籍後のシングルとなった。

## 概要
- 『サントリービール』のCMソングとして使用された。
- 1980年当時、堀内はフォークソング・グループの「アリス」と並行して活動中だったが、堀内自身としてはソロ歌手として1978年に大ヒットした「君のひとみは10000ボルト」以来のヒット・ソングとなる。又滝ともはるとしても、自身初のベストテン入りを果たした。
- オリコンチャートにおいては週間最高4位迄上昇、シングルは37.5万枚を売り上げる記録となる[1]。
- 堀内は自身のアルバム『デラシネ』で本曲のソロバージョンをレコーディングしている[2]。

## 収録曲
- 両楽曲とも、作詞：山川啓介、作曲：堀内孝雄、編曲：石川鷹彦

1. 南回帰線
2. 大放浪